# Shimon Amsalem
Shimon Amsalem (in ebraico שמעון אמסלם‎?; Sderot, 10 novembre 1966) è un ex cestista israeliano.

## Carriera
Con Israele ha disputato due edizioni dei Campionati europei (1993, 1999).

## Palmarès
- Coppa di Israele: 1

Hapoel Tel Aviv: 1992-93